# Donna Leon (Fernsehreihe)
Donna Leon ist eine deutsche Kriminalfilmreihe der ARD, die von 2000 bis 2019 durch die Filmeinkaufsorganisation Degeto Film produziert wurde. Die Filme der Fernsehreihe basieren auf den Commissario-Brunetti-Romanen der US-amerikanischen Schriftstellerin Donna Leon, die von 1981 an über 30 Jahre lang in Venedig lebte. In den ersten vier Episoden verkörperte Joachim Król die Rolle des im Mittelpunkt der Reihe stehenden Commissario Guido Brunetti, die von der fünften Folge an Uwe Kockisch übernahm.

## Inhalte und Personen
Zwischen der Romanvorlage und den Filmen gab es einige Unterschiede: Die Drehbuchautoren fügten neue Personen und Nebenhandlungen hinzu, auch wurde die Auflösung der Fälle teilweise verändert. 
In den Hauptrollen agierten in den ersten Folgen Joachim Król als Commissario Brunetti und Barbara Auer als seine Frau Paola, ab der fünften Folge übernahmen Uwe Kockisch und Julia Jäger diese Rollen. Karl Fischer spielte den Assistenten, Michael Degen stellte den Dienstvorgesetzten im Range eines stellvertretenden Polizeidirektors, Heinz Hoenig einen Kollegen aus Padua dar. Annett Renneberg in der durchgängigen Rolle der Signorina Elettra Zorzi sowie Patrick Diemling als Brunettis Sohn Raffi und Laura-Charlotte Syniawa in der Rolle als Brunettis Tochter Chiara waren in jeder Folge zu sehen.
Anders als die TV-Serie wird Donna Leons Buchreihe bis auf Weiteres fortgesetzt.

## Folgen
Bei dem Erscheinungsjahr der Romanvorlage ist jeweils die englische Originalausgabe gemeint. Die Reihenfolge der Filme entspricht bei den ersten 13 Verfilmungen nicht der der Bücher. So ist innerhalb Donna Leons Buchreihe über Commissario Brunetti Vendetta Brunettis vierter Fall.
| Nr. | Titel                                          | Erstsendung   | Romanvorlage    |
| --- | ---------------------------------------------- | ------------- | --------------- |
| 01  | Donna Leon – Vendetta                          | 12. Okt. 2000 | 04. Fall · 1995 |
| 02  | Donna Leon – Venezianische Scharade            | 16. Okt. 2000 | 03. Fall · 1994 |
| 03  | Donna Leon – In Sachen Signora Brunetti        | 10. Okt. 2002 | 08. Fall · 1999 |
| 04  | Donna Leon – Nobiltà                           | 17. Okt. 2002 | 07. Fall · 1998 |
| 05  | Donna Leon – Venezianisches Finale             | 23. Okt. 2003 | 01. Fall · 1992 |
| 06  | Donna Leon – Feine Freunde                     | 31. Okt. 2003 | 09. Fall · 2000 |
| 07  | Donna Leon – Sanft entschlafen                 | 28. Okt. 2004 | 06. Fall · 1997 |
| 08  | Donna Leon – Acqua Alta                        | 11. Nov. 2004 | 05. Fall · 1996 |
| 09  | Donna Leon – Beweise, dass es böse ist         | 13. Okt. 2005 | 13. Fall · 2004 |
| 10  | Donna Leon – Verschwiegene Kanäle              | 10. Nov. 2005 | 12. Fall · 2003 |
| 11  | Donna Leon – Endstation Venedig                | 19. Okt. 2006 | 02. Fall · 1993 |
| 12  | Donna Leon – Das Gesetz der Lagune             | 2. Nov. 2006  | 10. Fall · 2001 |
| 13  | Donna Leon – Die dunkle Stunde der Serenissima | 15. Mai 2008  | 11. Fall · 2002 |
| 14  | Donna Leon – Blutige Steine                    | 22. Mai 2008  | 14. Fall · 2005 |
| 15  | Donna Leon – Wie durch ein dunkles Glas        | 22. Okt. 2009 | 15. Fall · 2006 |
| 16  | Donna Leon – Lasset die Kinder zu mir kommen   | 7. Okt. 2010  | 16. Fall · 2007 |
| 17  | Donna Leon – Das Mädchen seiner Träume         | 28. Apr. 2011 | 17. Fall · 2008 |
| 18  | Donna Leon – Schöner Schein                    | 14. Apr. 2012 | 18. Fall · 2009 |
| 19  | Donna Leon – Auf Treu und Glauben              | 11. Mai 2013  | 19. Fall · 2010 |
| 20  | Donna Leon – Reiches Erbe                      | 1. Mai 2014   | 20. Fall · 2011 |
| 21  | Donna Leon – Tierische Profite                 | 23. Apr. 2015 | 21. Fall · 2012 |
| 22  | Donna Leon – Das goldene Ei                    | 31. März 2016 | 22. Fall · 2013 |
| 23  | Donna Leon – Tod zwischen den Zeilen           | 13. Apr. 2017 | 23. Fall · 2014 |
| 24  | Donna Leon – Endlich mein                      | 29. Mär. 2018 | 24. Fall · 2015 |
| 25  | Donna Leon – Ewige Jugend                      | 18. Apr. 2019 | 25. Fall · 2016 |
| 26  | Donna Leon – Stille Wasser                     | 25. Dez. 2019 | 26. Fall · 2017 |

## Produktion
Der erste Fall, Vendetta, wurde im Oktober 2000 erstausgestrahlt. In den ersten beiden Folgen führte Christian von Castelberg Regie, später Sigi Rothemund. Für die markante Eingangsmusik wurde ab der dritten Folge das Stück Das Alte Schloss von André Rieu verwendet. Der Komponist der restlichen Filmmusik war seit 2004 Stefan Schulzki.
Im November 2019 wurde angekündigt, dass die Serie Ende des Jahres eingestellt werde. Die letzte Folge wurde am 25. Dezember 2019 im Ersten gezeigt; aus ihrer Handlung ging nicht hervor, dass die Reihe endet.

### Drehorte
Die Fernsehreihe wurde an Schauplätzen in Venedig zumeist mit deutschsprachigen Schauspielern gedreht. Als Komparsen sowie für Kleinstrollen kamen unter anderem auch italienische Darsteller zum Einsatz, deren Dialogzeilen gegebenenfalls synchronisiert wurden.

### Außenaufnahmen in Venedig

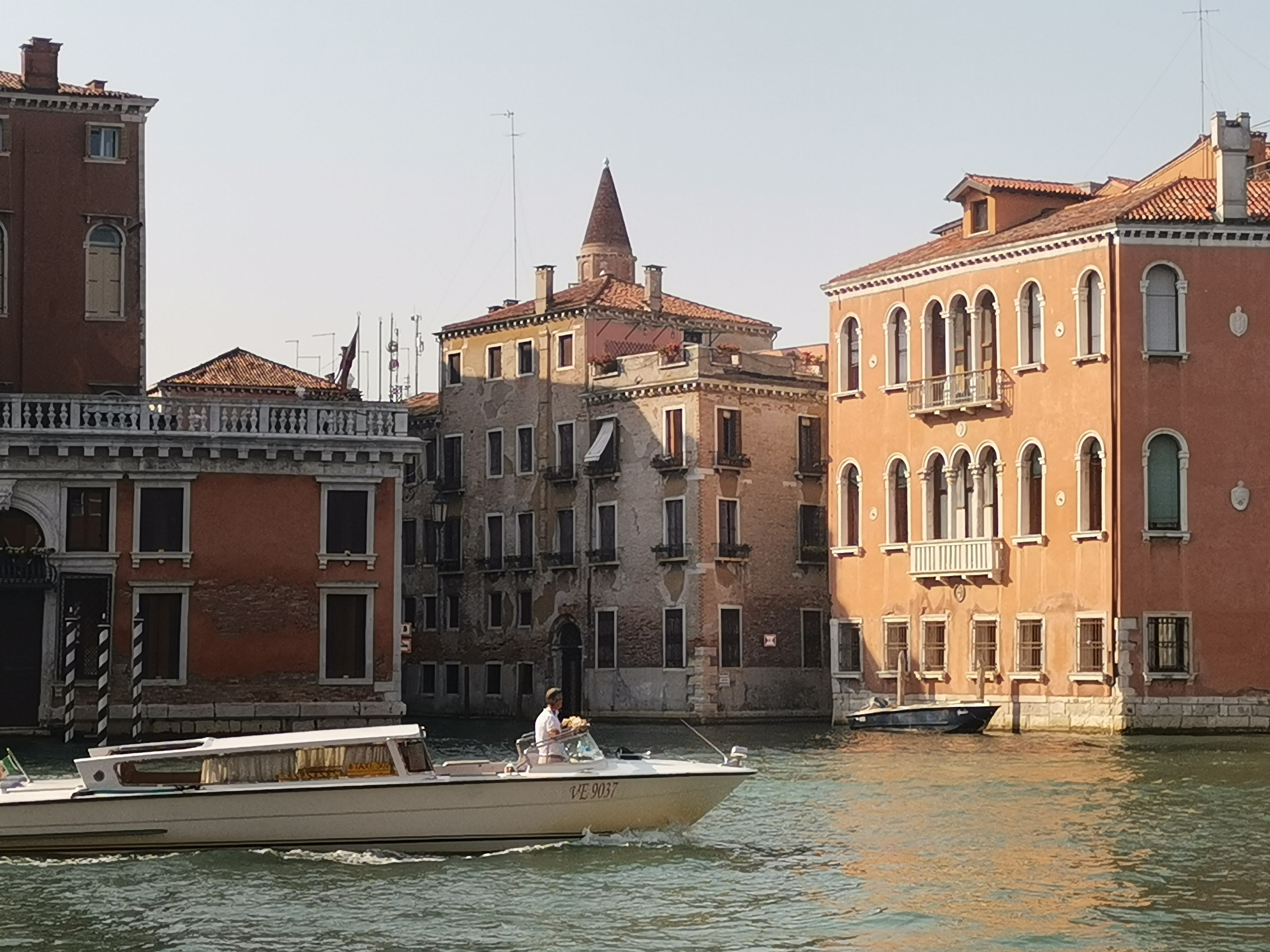
Der Freisitz – die Dachterrasse der Brunetti-Wohnung

Außenszenen vor dem Dienstsitz der „Questura“ wurden in Venedig auf dem Campo della Confraternità zwischen der Kirche San Francesco della Vigna und dem Rio di San Francesco gefilmt (45° 26′ 17″ N, 12° 20′ 51″ O). Die Außenfront des an diesem Platz liegenden Palazzo della Nunziatura Apostolica stellt die Fassade der Questura dar.
Der Freisitz, eine Dachterrasse der Wohnung der Brunettis, auf der sie in den Filmen oft sitzen, befindet sich an einem Haus im inneren Winkel des Zusammenflusses von Rio de San Polo und Rio de le Erbe, unmittelbar vor dem Canal Grande. (45° 26′ 10,5″ N, 12° 19′ 47,3″ O) Häufig ist bei den Außenaufnahmen die große Terrasse des gegenüberliegenden Palazzo Barbarigo della Terrazza zu sehen, in dem u. a. das Deutsche Studienzentrum Venedig untergebracht ist.

## Kritik
Tilmann P. Gangloff bilanzierte im April 2019 für die Frankfurter Rundschau in einer Kritik der 25. Folge der Reihe (Ewige Jugend), dass Donna Leon „ein schönes Beispiel für Kontinuität“ sei. „Weniger wohlwollend ließe sich konstatieren: Fernsehen von gestern; ein großer Teil des Stammpublikums hat aber offenbar gar nichts dagegen, wenn Filme und Serien einen gewissen nostalgischen Effekt auslösen.“ Die Autoren müssten – wie auch bei anderen Degeto-„Auslandskrimis“ – „stets bedenken, dass die Stadtansichten nicht zu kurz kommen“. Viele der Verfilmungen von Leons Commissario-Brunetti-Romanen seien indessen „durchaus sehenswert, spannend und von einer reizvollen Ästhetik“. – „Weil Venedig auch für Schauspieler eine Reise wert ist“, zeichneten sich viele Folgen zudem durch eine namhafte Besetzung aus.
Ursula Scheer bezeichnete die Reihe in einem aus Anlass der letzten Folge (Stille Wasser) für die Frankfurter Allgemeine Zeitung verfassten Beitrag als „handwerklich einwandfreie Realitätsflucht-Muse der leichten Art“. Die Brunetti-Krimis hätten dem auf die Pater-Brown-Verfilmungen zurückgehenden deutschen TV-Phänomen des „Auslandsermittlers mit teutonischem Akzent“ entscheidend den Weg geebnet. Das liege an der „Verliebtheit der Deutschen in das Land, wo die Zitronen blühen“ sowie am „geheimen Traumbild vom sonnenbeschienenen Deutschen als besserem Italiener“. Solche „schrägen Sehnsüchte“ habe Donna Leon „zuverlässig und – da stets gut gesetzt – so stilvoll es eben geht“ bedient, „ohne im klebrigen Unterhaltungssumpf wie ihre ältere Schwester Rosamunde Pilcher beim Zweiten zu versinken“.

## Vermarktung
Nacheinander wurden jeweils die Folgen 1 bis 16, dann die Folgen 1 bis 20 und schließlich alle Folgen von 1 bis 26 in einer DVD-Box herausgegeben.